# Erastus Corning Tower
L'Erastus Corning Tower, aussi connue sous le nom de Mayor Erastus Corning 2nd Tower ou plus simplement de Corning Tower, est un gratte-ciel situé dans le quartier d'affaires d'Albany dans l'état de New York. Il culmine à 180 mètres pour 42 étages et a été construit en 1973.

## Galerie

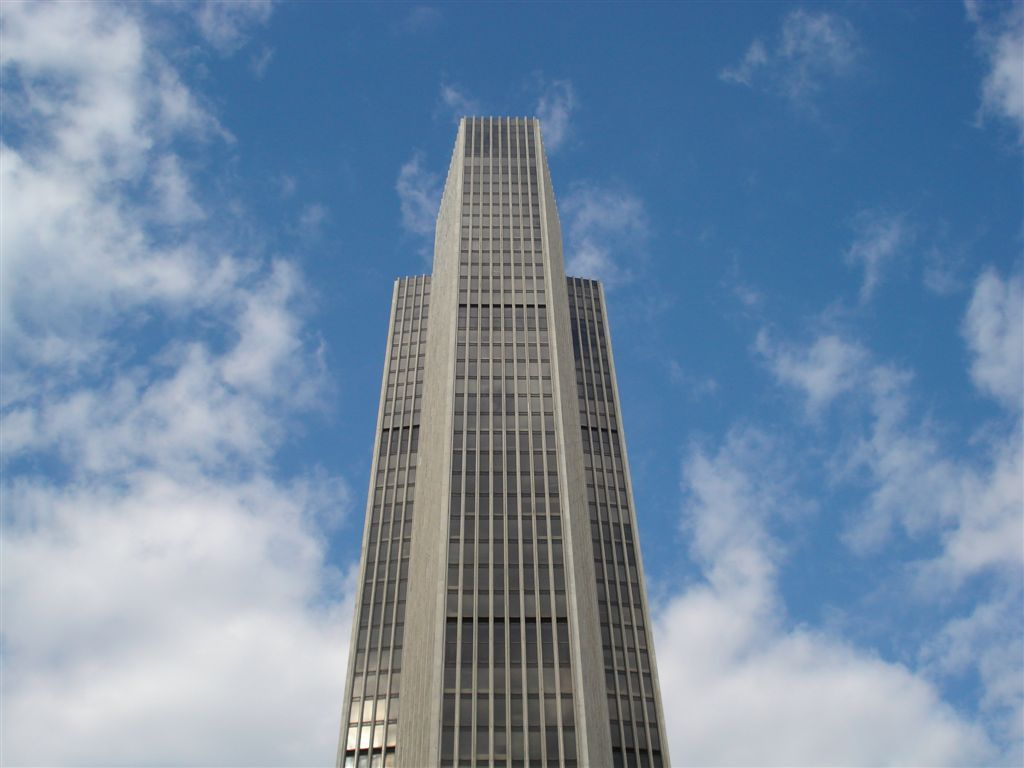
Corning Tower vue depuis Eagle Street.
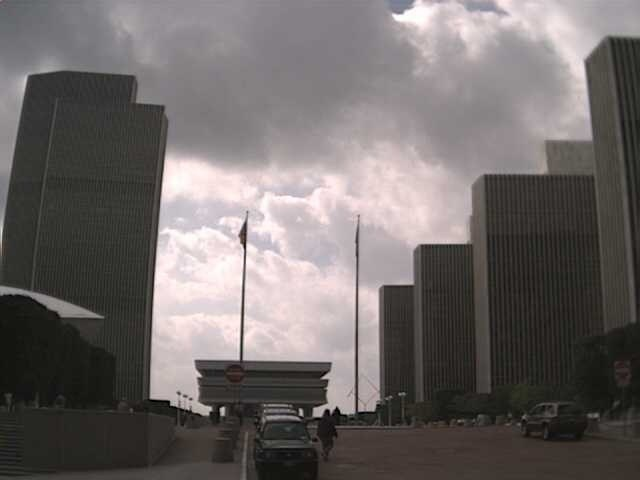
L'Empire State Plaza, avec la Corning Tower à gauche.
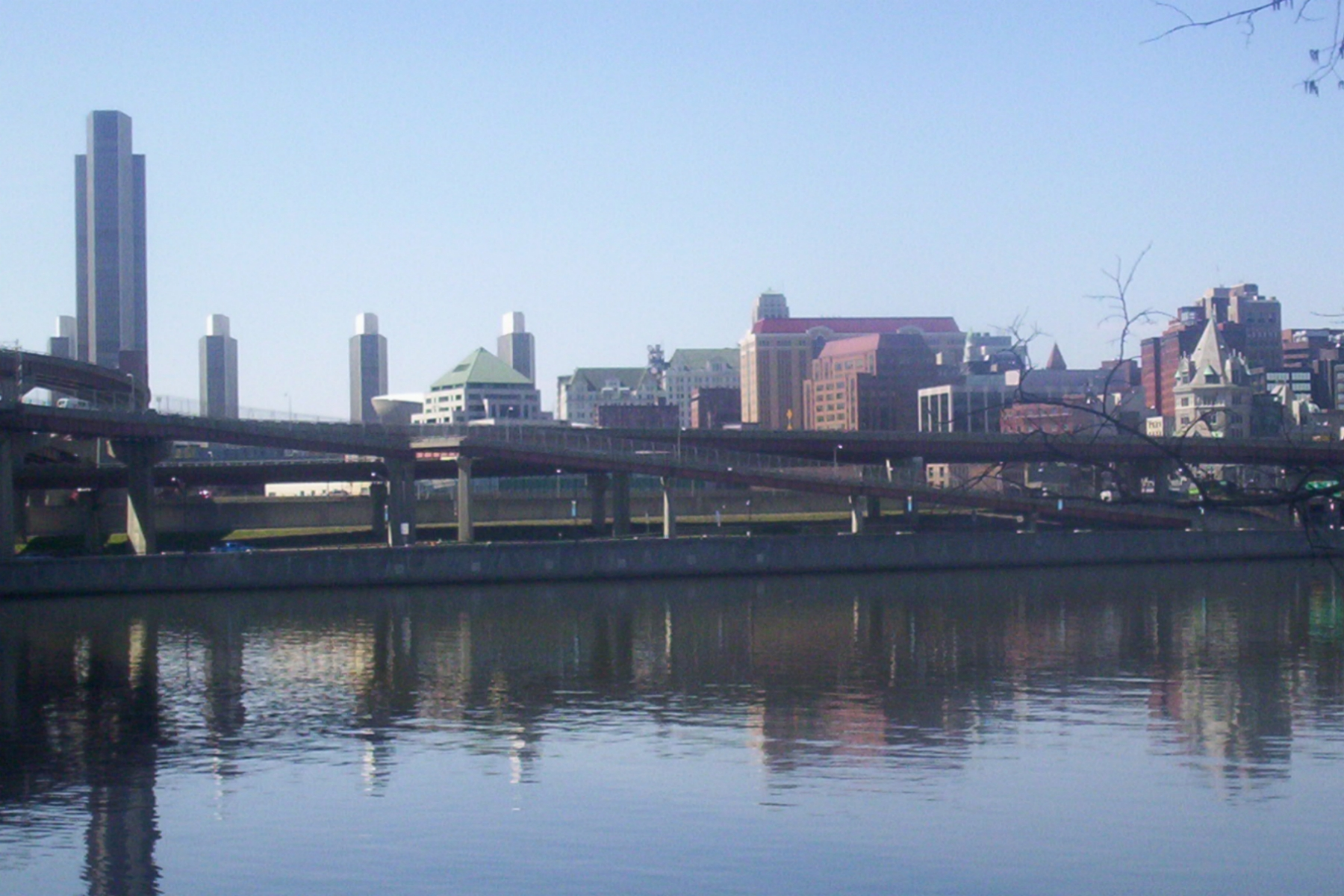
La skyline d'Albany. The Corning Tower au fond à gauche.
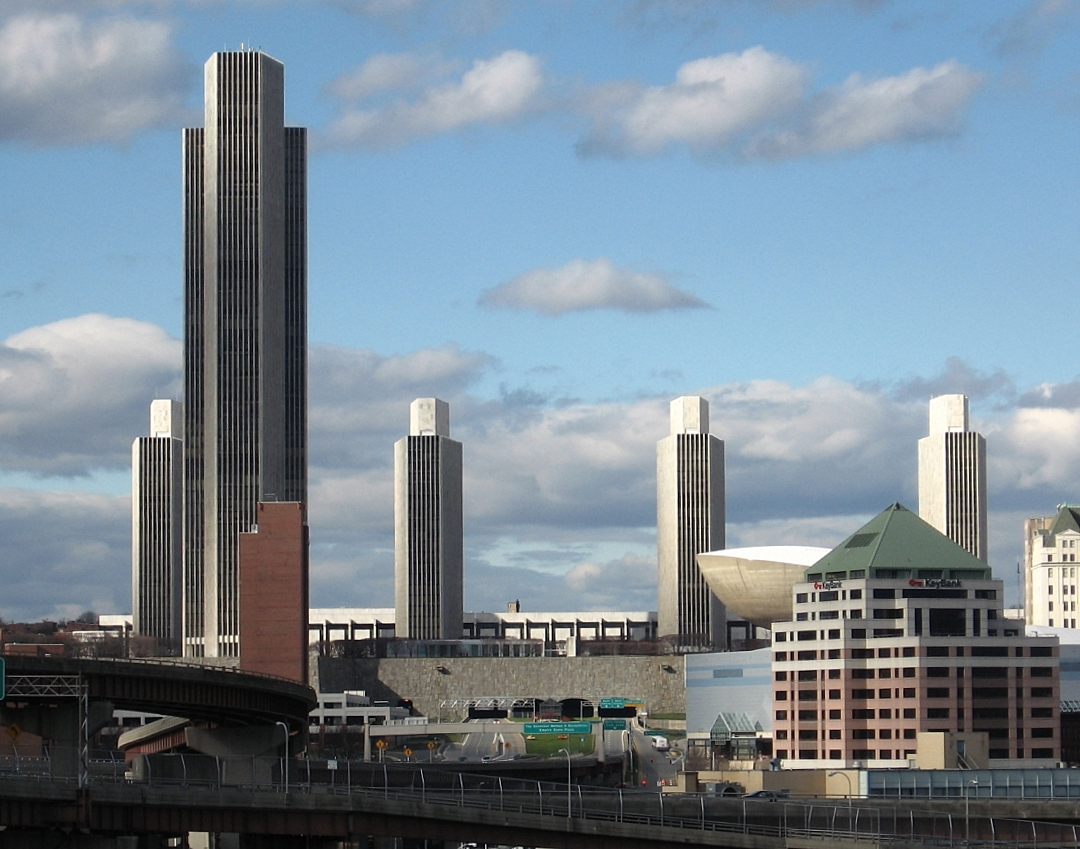
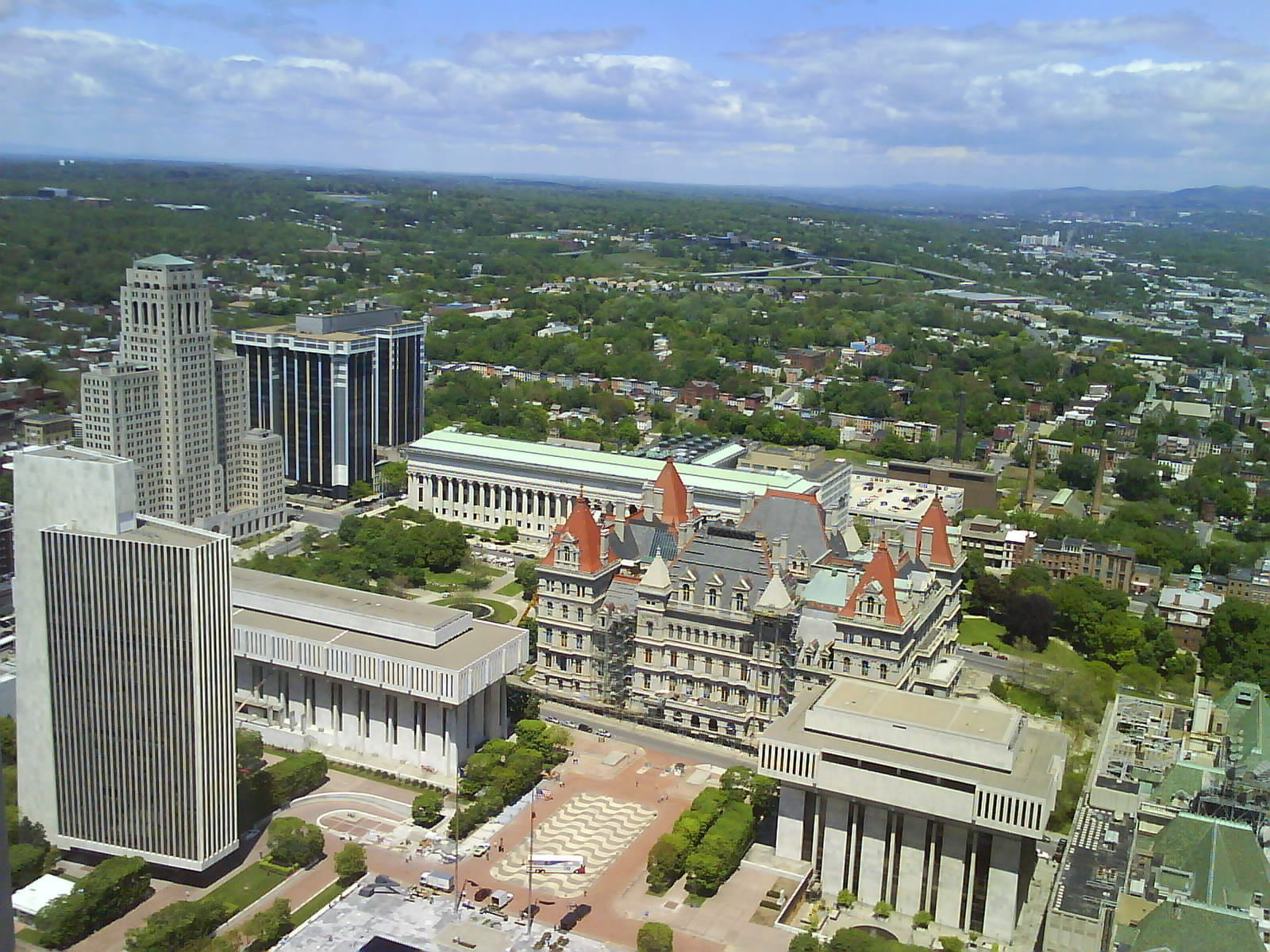
Une vue depuis la plateforme d'observation du 42e étage.
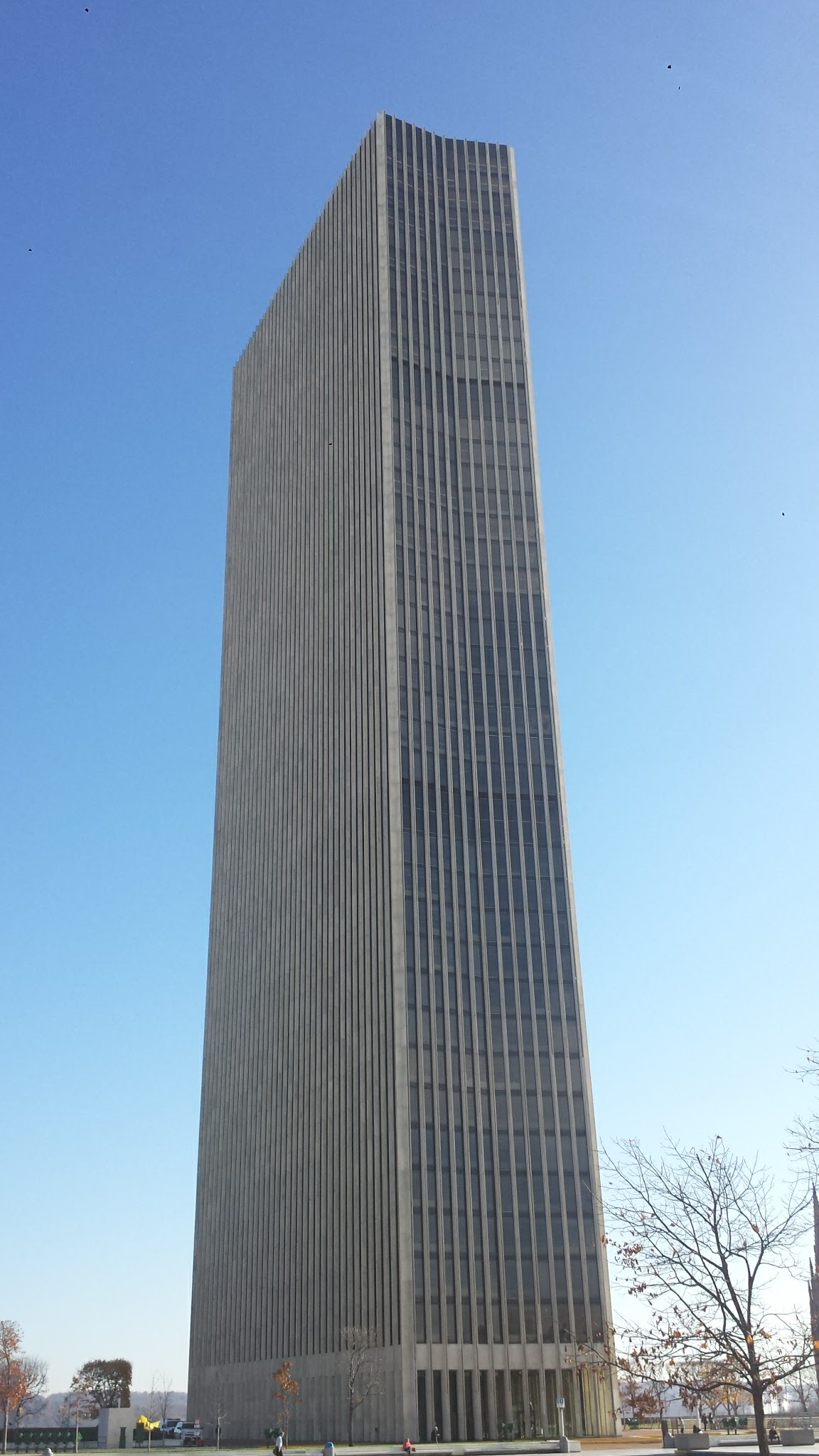
Erastus Corning Tower vue depuis Empire State Plaza.